# Інмар
Інма́р — у міфології удмуртів верховне божество, деміург — творець усього сущого.
Інмар веде непримириму боротьбу зі своїм антагоністом — лихим божеством Кереметь, який доводиться йому братом. Іноді Інмару протиставляється Шайтан, запозичений, ймовірно у тюрків Поволжя, або «хазяїн води» Вукузьо́.
В одному з міфів про творення землі Інмар наказує Кереметь дістати з дна моря грудочку землі. Кереметь приносить мул, набравши її у рот, і випльовує частину, а частину лишає собі. Інмар наказує землі́, і вона починає розростатися. Тоді вже Кереметь доводиться виплюнути прихований мул — від того, за повір'ям удмуртів, на землі рівнини чергуються з горами і пагорбами. Інмар — творець усього сущого на землі — рослин, тварин і людей. В антропогонічних міфах удмуртів перший чоловік — Уром (з удмурт. — «друг»).
Ось виклад найпоширенішого удмуртського міфу про творення людини:
|  | Уром був виліплений з червоної глини і поселений у чудовий сад. Інмар посилає Керемета перевірити, чи щасливий у ньому Уром. Коли Керемет повертається до Бога зі звісткою, що Уром сумує, той дуже гнівається, та наказує Керемету навчити Урома робити самогон кумишку. Коли і з цим завданням Керемет радо впорався, то знов повідомляє Інмару, що і кумишка не додала щастя Урому. Інмар гнівається і пускає блискавиці і перуни в Урома та вирішує сам піти і переконатися, що лихий каже правду. Він іде до Урома, який досі сумує, і дарує йому жінку, та за умови — більше не пити кумишку. За намовою лихого Керемета люди ослухалися і були вигнані з чудового саду і покарані хворобами і смертю. |

Цей міф, як видно, є явною переробкою бібілійного сюжету. В удмуртів є й інші версії міфів про творення та життя перших людей. До Інмара було прийнято звертатися з проханнями і побажаннями. Часто образ Інмара накладався на образ іншого удмуртського божества — Килдисіна — покровителя землеробства і врожаїв, тоді у Інмара просили доброї погоди і щедрих врожаїв. Мати Інмара — Му-Килчін, богиня родючості, заступниця породіль.
Образ удмуртського Інмара кореспондує образам комі деміурга Йона і героя фінської міфології Ілмарінена.